# Tekla Juniewicz
Tekla Juniewicz, née  Dadak le 10 juin 1906 à Krupsko près de Mikołajów (alors Autriche-Hongrie) et morte dans la nuit du 18 au 19 août 2022 à Gliwice  (voïvodie de Silésie, Pologne), était une supercentenaire polonaise. 
Elle est la doyenne des Polonais du 20 juillet 2017,, au 19 août 2022, et était alors la deuxième personne vivante la plus âgée au monde après la Française Lucile Randon.

## Biographie
Tekla Dadak naît le 10 juin 1906. Son père travaille chez le comte Lanckoroński où il entretient des étangs. Elle est élevée à l'école des Filles de la Charité de Saint Vincent de Paul à Przeworsk qui la surnomment « Kluska ». En 1927, elle épouse Jan Juniewicz. Ils ont deux filles : Janina (née en 1928) et Urszula (née en 1929). En 1945, après l'annexion soviétique des Kresy, elle s'installe avec sa famille à Gliwice. Le 20 juillet 2017, après la mort de Jadwiga Szubartowicz, elle devient la doyenne des Polonais. Tekla Juniewicz est également la première personne polonaise à atteindre les âges de 112 à 116 ans. La nouvelle doyenne de Pologne est Wanda Szajowska, âgée de 111 ans.
Elle meurt dans la nuit du 18 au 19 août 2022 à Gliwice.